# Desognaphosa homerule
Desognaphosa homerule là một loài nhện trong họ Trochanteriidae. Loài này phân bố ở Queensland.